# ادموندو لورنزینی
ادموندو لورنزینی (انگلیسی: Edmondo Lorenzini؛ ۳ سپتامبر ۱۹۳۷ – ۱۲ اوت ۲۰۲۰) بازیکن فوتبال اهل ایتالیا بود.
از باشگاه‌هایی که در آن بازی کرده‌است می‌توان به باشگاه فوتبال سورنتو کالچو، باشگاه فوتبال بولونیا، و باشگاه فوتبال برشا اشاره کرد.